# Juan Foyth
Juan Marcos Foyth (La Plata, 12 de janeiro de 1998) é um futebolista argentino que atua como zagueiro e lateral-direito. Atualmente joga no Villarreal.

## Carreira

### Estudiantes
Começou jogando por alguns anos nas categorias de base do clube, inicialmente como meio-campista, depois migrou para uma posição de zagueiro antes de completar 16 anos. Ele assinou seu primeiro contrato profissional em janeiro de 2017, com vínculo até junho de 2019.  Ele fez sua estreia no Campenato Argentino no dia 19 de março de 2017, contra o Patronato, aos 19 anos.  Ele passou a jogar mais seis vezes no campeonato, com duas aparições adicionais na Copa Sul-Americana.

### Tottenham
No dia 30 de agosto de 2017, Foyth transferiu-se para o Tottenham pelo valor de 8 milhões de euros, assinando um contrato de cinco anos até 2022.  Ele fez sua estreia pelo clube no dia 19 de setembro de 2017, em uma partida da Copa da Liga Inglesa contra o Barnsley, em que o Tottenham ganhou por 1 a 0.  Ele fez sua estreia na Premier League no dia 3 de novembro de 2018, em uma vitória fora de casa por 3 a 2 contra o Wolverhampton, onde sofreu dois pênaltis que foram convertidos.  Em seu próximo jogo na Premier League, uma partida fora de casa contra o Crystal Palace, ele marcou seu primeiro gol na carreira, dando ao Tottenham uma vitória por 1 a 0.
Sem espaço Foyth foi emprestado pelo Tottenham, assim finalizando sua passagem pelos Spurs onde fez 32 jogos em todas as competições e marcando uma vez.

### Villarreal
Em 4 de outubro de 2020 o  Tottenham anunciou que Juan Foyth assinou um novo contrato com o clube, até 2023. Mas o zagueiro não vai seguir em Londres: Foyth foi anunciado como reforço do Villarreal contratado por empréstimo de uma temporada com opção de compra.[carece de fontes?]
Com o bom desempenho em 11 de junho de 2021,  o submarino amarelo informou que exerceu a opção de compra que tinha acordado com o Tottenham aquando do empréstimo de Foyth, agora contratado em definitivo por 15 milhões de euros (cerca de 78 milhões de reais).

## Seleção Argentina
Foyth nasceu na Argentina, é descendente de poloneses e possui um passaporte polonês.
Foyth jogou pela Seleção Argentina Sub-20. Em 2017 ele fez 12 jogos pela Seleção: nove no Campeonato Sul-Americano de Futebol Juvenil 2017, no Equador, e mais três na Copa do Mundo Sub-20 da FIFA .
Foyth foi convocado pela primeira vez para a Seleção Argentina principal para uma série de amistosos disputados em outubro de 2018.  Ele fez sua estreia no dia 16 de novembro de 2018, em um amistoso contra o México, onde ajudou a Argentina a vencer por 2 a 0. Ele ganhou o prêmio de homem do jogo e recebeu muitos elogios por sua atuação nesta partida.
Em 2019, foi um dos 23 convocados para representar a Argentina na Copa América de 2019, realizada no Brasil. Atuou como lateral-direito no jogo contra a Seleção Brasileira, pelas semifinais, e teve a tarefa de marcar o atacante Everton. Antes da partida, Foyth afirmou que utiliza um aplicativo de smartphone para observar os adversários. O Brasil venceu por 2 a 0, e apesar de Everton ter feito uma partida discreta, Foyth recebeu cartão amarelo.

## Estatísticas
A partir de jogo marcado em 23 de fevereiro de 2019
| Clube             | Temporada         | Liga                 | Liga  | Liga | Taça Nacional | Taça Nacional | Copa da Liga Inglesa | Copa da Liga Inglesa | Continental | Continental | Total | Total |
| Clube             | Temporada         | Competição           | Jogos | Gols | Jogos         | Gols          | Jogos                | Gols                 | Jogos       | Gols        | Jogos | Gols  |
| ----------------- | ----------------- | -------------------- | ----- | ---- | ------------- | ------------- | -------------------- | -------------------- | ----------- | ----------- | ----- | ----- |
| Estudiantes       | 2016–17           | Campeonato Argentino | 7     | 0    | 0             | 0             | -                    | -                    | 2           | 0           | 9     | 0     |
| Tottenham         | 2017–18           | Premier League       | 0     | 0    | 5             | 0             | 2                    | 0                    | 1           | 0           | 8     | 0     |
| Tottenham         | 2018-19           | Premier League       | 7     | 1    | 2             | 0             | 1                    | 0                    | 1           | 0           | 11    | 1     |
| Tottenham         | Total             | Total                | 7     | 1    | 7             | 0             | 3                    | 0                    | 2           | 0           | 19    | 1     |
| Total de Carreira | Total de Carreira | Total de Carreira    | 14    | 1    | 7             | 0             | 3                    | 0                    | 4           | 0           | 28    | 1     |

## Títulos
Villarreal
- Liga Europa: 2020–21

Argentina
- Copa dos Campeões CONMEBOL–UEFA: 2022
- Copa do Mundo FIFA: 2022